# عبد الأمير عيسى
عبد الأمير عيسى عبد الله (1946 - 1998)، شاعر غنائي وصحفي كويتي، تميز في كتابة أغانٍ مسرح الطفل في الكويت.

## نبذة عن سيرته
يعد الشاعر عبد الأمير عيسى أحد أبرز شعراء الأغنية الكويتية الحديثة، حيث تجاوزت شهرته إلى العالم العربي عموماً ودول مجلس التعاون الخليجي من خلال نجوم الأغنية الخليجية الذين غنوا من كلماته أغاني عاطفية ووطنية ورياضية، بالإضافة إلى ريادته في كتابة أغانٍ لمسرح الطفل في الكويت، تخرّج في معهد المعلمين وعمل مدرّساً للغة العربية في وزارة التربية، وتدرّج في المناصب إلى أن احتلّ منصب وكيل مدرسة وبعدها تقاعد.

## سيرته الصحفية
عبد الأمير عيسى صاحب قلم صحافي مميز، استمر في الكتابة الصحافية منذ عام 1974 في مجلة «مرآة الأمة»، وكان له باب أسبوعي بعنوان «ملح وسكر»، ومن ثم انتقل إلى الكتابة في مجلة «اليقظة» وكتب فيها صفحة أسبوعية بعنوان {من الدريشة} إلى رحيله.

## حياتة الاجتماعية
له زوجة وحيدة وتوفيت سنة 1988 ولم تنجب له أطفالا.

## وفاته
توفي يوم 2 فبراير 1998 إثر ازمة قلبية عن عمر يناهز 54 عاماً، وكان الراحل قد مال إلى العزلة قبل 3 سنوات إثر وفاة زوجته، بعد ما كان من أكثر الشعراء إنتاجاً وأغزرهم عملاً.

## من أعماله الغنائية
- سمار سنبوك الهوى - عوض دوخي
- مجاريح - عبد الكريم عبد القادر
- خلني أمر - الفنان طلال مداح
- مسيره يرد - محمد عبده
- صمت الشفايف - محمد عبده
- أعز النفس - الفنان نبيل شعيل
- يا جريح - عبد الله الرويشد
- الوداع - نوال الكويتية
- عطني أمل - الفنان رابح صقر
- عسى الله - الفنان محمد عمر
- أنا الموعود - الفنان محمد عمر
- أمنتك الحب - الفنان علي عبد الكريم
- لم تشكو - الفنانة رباب
- حبايبنا - الفنانة رباب
- اللي بغيته ياهلي - الفنانة رباب
- الكلمة ميزان - الفنانة رباب
- اعتذرلك - الفنانة ذكري
- أشقيتني - الفنان طلال سلامة

## من أعماله المسرحية
- القراصنة 1997 - مسرحية (كلمات الأغاني)
- الساحر حمدان 1996 - مسرحية (مؤلف الأغاني)
- يوميات متقاعد 1995 - مسلسل (كلمات المقدمة)
- روان والحرامية 1994 - مسرحية (كلمات الأغاني)
- فوازير رمضان: حديقة الحب 1993 - فوازير (كلمات الأغاني)
- السيف المفقود 1992 - مسرحية (كلمات الأغاني)
- القافلة تسير 1991 - سهرة تليفزيونية (كلمات الأغاني)
- لولاكي 1989 - مسرحية (كلمات الأغاني)
- النمر الوردي 1988 - مسرحية (كلمات الأغاني)
- عنتر بن شداد 1987 - مسرحية (كلمات الأغاني)
- الأميرة والأقزام 1986 - مسرحية (كلمات الأغاني)
- الشاطر حسن 1984 - مسرحية (كلمات الأغاني)
- طرزان 1983 - مسرحية (كلمات الاغاني)
- العفريت 1982 - مسرحية (كلمات الأغاني)
- للصبر حدود 1980 - مسرحية (كلمات الأغاني)
- البساط السحري 1979 - مسرحية (كلمات الأغاني)
- السندباد البحري 1978 - مسرحية (كلمات الأغاني)
- وأعمال أخرى كثيرة[3]